# In the Garden (film 1913)
In the Garden è un cortometraggio muto del 1913 diretto da George A. Lessey.

## Produzione
Il film fu prodotto dalla Edison Company.

## Distribuzione
Distribuito dalla General Film Company, il film - un cortometraggio in una bobina - uscì nelle sale cinematografiche degli Stati Uniti il 15 luglio 1913.